# ノートルダム大聖堂 (パリ)
座標: 北緯48度51分11秒 東経2度20分59秒 / 北緯48.853度 東経2.3498度
パリのノートルダム大聖堂（パリのノートルダムだいせいどう、仏: Cathédrale Notre-Dame de Paris）は、フランス・パリのシテ島にあるローマ・カトリック教会の大聖堂、パリ司教座聖堂である。
ゴシック建築の代表格として世界的に著名であり、世界遺産「パリのセーヌ河岸」の構成資産でもある。ノートルダムとはフランス語で「我らが貴婦人」すなわち聖母マリアを指す。
パリのノートル・ダム大聖堂の正面に向かって左側のポルタイユ（正面）には、聖母マリアの聖母被昇天の主題が取り上げられている。中段では聖母マリアが地上における生を終える場面が描かれ、上段でキリストから祝福を授けられている聖母マリアが鎮座している。キリストを中心にして天使や聖人たちが描かれており、過去、未来、未来という崩れた構成となっている。
2019年4月15日夜（現地時間）に大規模火災が発生し尖塔などを焼失した。翌日16日午前に消火活動により鎮火した。同日にバチカンのフランシスコ教皇も「ローマ・カトリック教徒およびパリ市民のために祈っている」と声明発表している。
2024年11月29日、5年前の火災からの再建工事を経て、12月の一般公開を前に、修復された内部が初めて公開された。同年12月7日に再開記念式典がマクロン仏大統領も出席して行われ、翌12月8日には修復後初のミサが執り行われ、一般公開も再開された。

## 建物

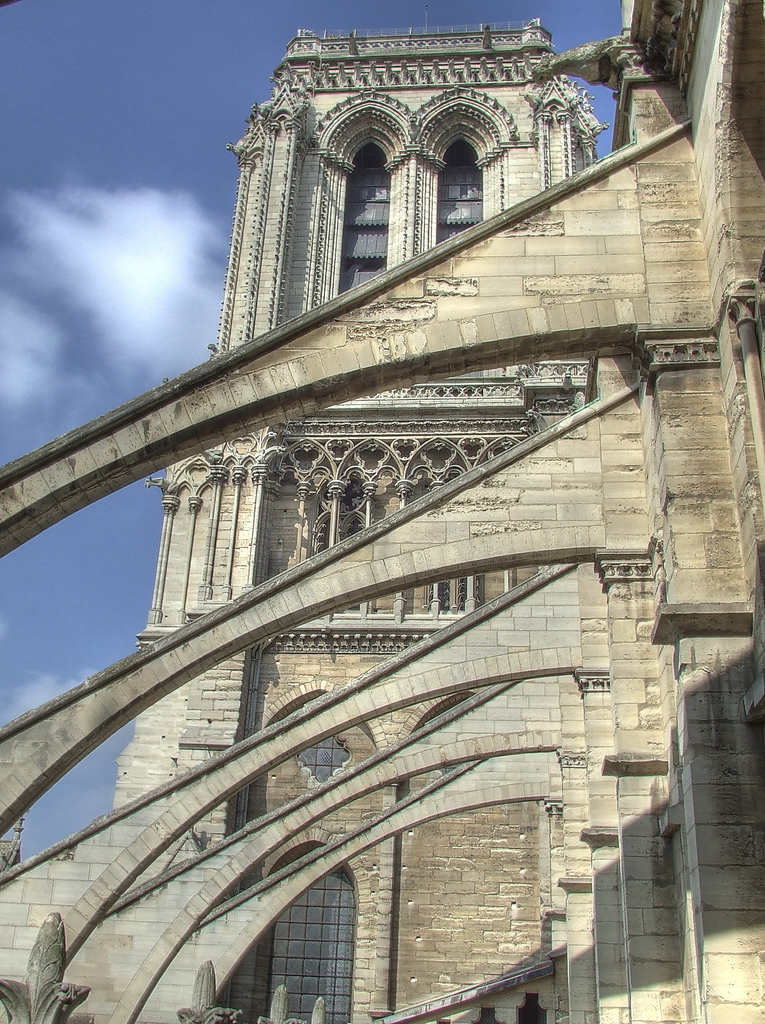
東側を支えるバットレス（2007年）

### 外観
ノートルダムの敷地は、ローマ時代にはユピテル神域であったが、ローマ崩壊後、キリスト教徒はこの地にバシリカを建設した。1163年、司教モーリス・ド・シュリーによって、現在にみられる建築物が着工され、1225年に完成した。ファサードを構成する双塔は1250年に至るまで工事が続けられ、ヴォールトを支えるフライング・バットレスは12世紀に現様式に取り替えられた。最終的な竣工は1345年。
全長128m、幅48m、高さ91m、内部の身廊の天井高32.50mと、それまでにない壮大なスケールの大聖堂が完成した。全体の色合いから、白い貴婦人とも称されている。
1789年に始まったフランス革命により他の教会同様にノートルダム大聖堂も襲撃を受け、大聖堂を飾っていた歴代の王の彫像が破壊されて埋められた。この彫像群は1977年に工事の際偶然発見され、現在では近くにあるクリュニー中世美術館に展示されている。
ファサードを装飾する彫刻、屋根の塔、その他多くの部分は、19世紀のゴシック・リヴァイヴァル期にウジェーヌ・エマニュエル・ヴィオレ・ル・デュクによって大幅に改装されたものである。1831年のヴィクトル・ユーゴーの小説『ノートルダム・ド・パリ』（「ノートルダムのせむし男」）の舞台になった。
着工当初は、世はいまだロマネスク様式が優勢だったので、ファサードの一部、すなわち、正面向かって右側のポルタイユ（主要入口）にロマネスク的な痕跡があって、半円形アーチをポインテッド・アーチにむりやり改造したような跡がある。また、身廊と側廊を隔てるアーケードを支える柱として、一部にロマネスク的な太い一本の円柱となっている部分が見られる。これらは着工してまもなく建てられたもので、のちに建造されたものでは、複数の円柱を組み合わせたピア（束ね柱）の形式になっている。
一方、ヴォールトを下からみると、アーチが×印状に交差する四分ヴォールトだけではなく、中央を横切るアーチがもう1つ加わり＊印状になったものが多用されている。これは六分ヴォールトと呼ばれるもので、初期のゴシック建築によくみられた。中期以降のゴシックではより簡素な四分ヴォールトを連ねた構造が採用されることが多い。
以上のように、パリのノートル・ダム司教座聖堂は建築様式の観点からは、ロマネスク様式のテイストを一部に残した初期ゴシック建築の傑作といえる。一般に、ゴシック聖堂は完成までに数十年から数百年を要するため、各時代ごとに微妙に異なる様式が混在している場合が多い。
それも、基本的に左右対称形を志向しながら、左右で建造年代が違うために細かいところでは微妙に異なる場合もある。ポルタイユやステンド・グラスに何が描かれているのかという視点である。ゴシック建築は彫刻やステンド・グラスを駆使して、聖書や聖人伝のさまざまなエピソードを表現している。パリのノートル・ダム大聖堂では、とりわけ、3つの薔薇窓のステンド・グラスと正面ファサードの3つのポルタイユの上のレリーフが重要である。
塔上部の回廊の手すりには、キマイラ（シメール）の彫刻が魔除けとして据え付けられている。

### 壁面構成
下方から、大アーケード、トリビューン（階上廊）、高窓の3層構造となっている。水平的分割線が見られず、分断されることなく上昇する小円柱群が目立ち、垂直線が強調されている。初期ゴシック建築では、4層式（大アーケード、トリビューン、側廊側の上部通路トリフォリウム、高窓）が一般的であった。そのため、ノートルダム大聖堂も創建当初は4層構成にされており、トリビューンと高窓の間にもう一つの層があった。しかし、ノートルダム大聖堂の場合、左右の側廊が二重で五廊式バシリカ形式であるため、中央身廊部に十分な光が入ってこなかった。そのため13世紀初め、外光をより取り入れるために、高窓部分を拡張し、3層構成に改造された。こうして、13世紀の大聖堂では例外的に、トリビューンを残し、採光のため高窓を下の層まで大きく伸ばし中間層が取り除かれた構造となった。側廊が二重にされ、またトリビューンもあえて残されたのは、多くの人びとを収容したいという思いからだと考えられている。実際に、大聖堂内には9000人をも収容でき、トリビューンには1500人もの人々が昇れるようになっている。

### 象徴的建造物
パリから各地への距離を表すときの起点（道路元標）はノートルダム大聖堂の前が起点（ポワン・ゼロ）となっている。
世界的に著名な歴史的建造物であり、歴史的にも多くの祝賀行事や記念式典などが開かれてきた。
- 1302年4月10日、フィリップ4世の招集による第一回全国三部会開催。
- 1455年11月7日、ジャンヌ・ダルク復権裁判開始。
- 1804年5月28日に帝政を宣言したナポレオン・ボナパルトの戴冠式は1804年12月2日にノートルダム大聖堂で行われた。
- 2015年11月15日にパリ同時多発テロ事件の追悼ミサが開かれ、大聖堂前の広場にも大勢のパリ市民が集まった。

### その他
建物の所有権はフランス政府が有すものの、カトリック教会の使用権が認められている。

## 歴史

### 建設
ノートルダム大聖堂の歴史は、1163年、国王ルイ7世臨席のもと、ローマ教皇アレクサンデル3世が礎石を据えたことに始まる。建築工事の大半は司教モーリス・ド・シュリーとその後継者オドン・ド・シュリーが指揮を執って進められた。
- 1163年 - 1177年　内陣の建造（1182奉献）
- 1180年 - 　身廊（五廊式）の建造
- 1196年　司教モーリス・ド・シュリー死去、西側の梁間を除き、ほぼ完成
- 1200年 - 　後継者ユード・ド・シュリーによる、西正面ファサードの建造
- 1220年　「王のギャラリー」の層まで
- 1225年　バラ窓の層まで
- 1240年　北塔（高さ地上63m）
- 1250年　南塔、全面完成

12世紀末から13世紀前半にかけてノートルダム寺院は「西洋最大のカトリック教会」とみなされた。

### 修復

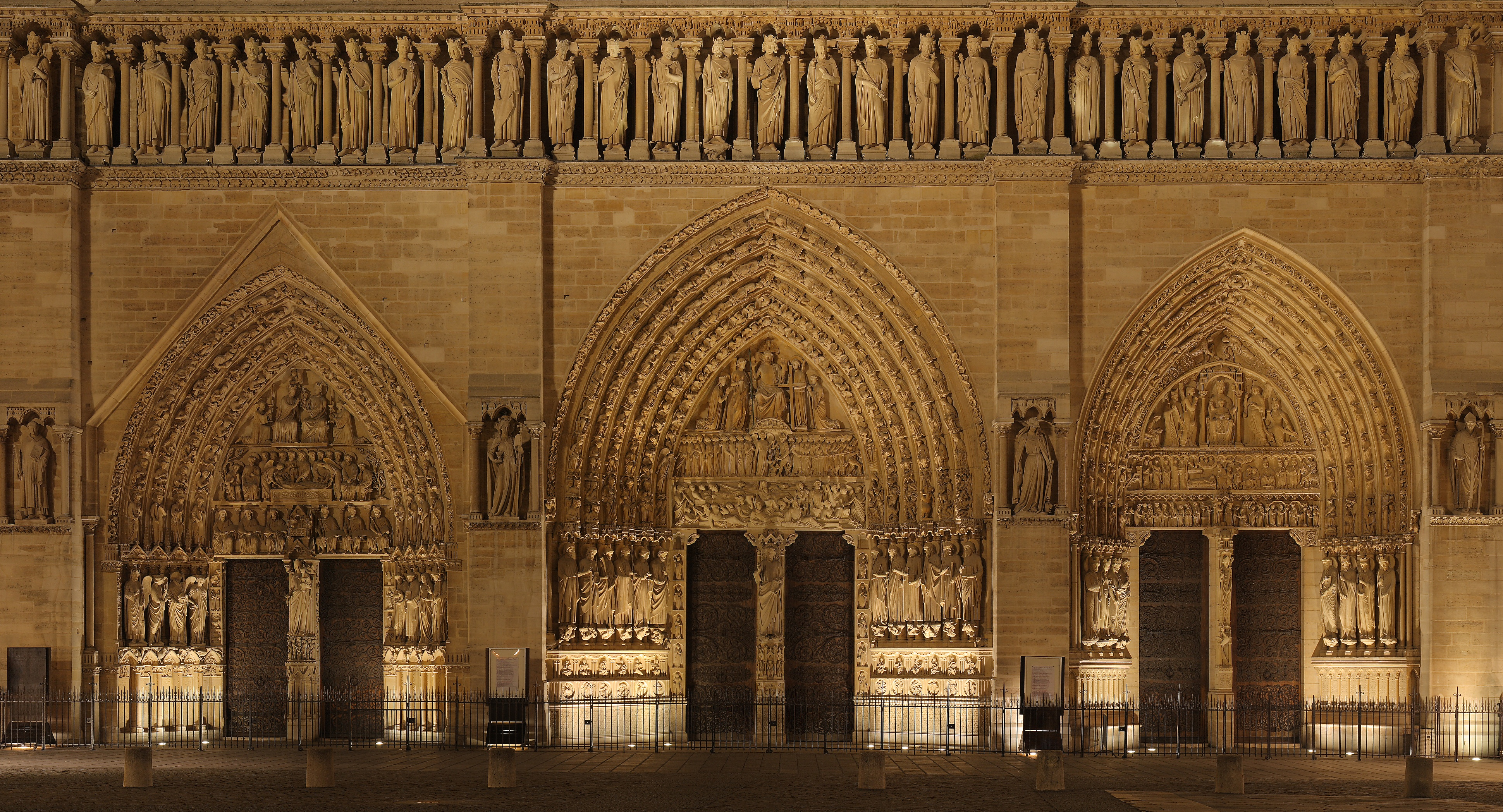
夜の大聖堂のファサード。上部にユダヤとイスラエルの王28名の彫像が並ぶ。左側から聖母マリア、最後の審判、聖アンナの門となる。

1789年のフランス革命以降、自由思想を信奉し宗教を批判する市民により、大聖堂は「理性の神殿」と改められ、1793年12月10日に公開されて、軍歌の演奏や演説に使用され、オペラ形式の理性の祭典が行われたが、周囲ではキリスト教会への破壊活動・略奪が繰り返されていた。1793年には西正面の3つの扉口および、王のギャラリーにあった彫刻の頭部が地上に落とされた。ノートルダムの歴史を語る装飾が削り取られ、大聖堂は廃墟と化した。
その後、ヴィクトル・ユーゴーの『ノートルダム・ド・パリ』の出版が、国民全体に大聖堂復興運動の意義を訴えることに成功し、1843年、ついに政府が大聖堂の全体的補修を決定した。1844年、ジャン・バティスト・ アントワーヌ・ラシュスとウジェーヌ・エマニュエル・ヴィオレ・ル・デュクに委任が決まり、1845年に修復が開始された。1857年、共同修復者のラシュスが死去。その後はヴィオレ・ル・デュク単独の作業となった。1864年に修復は完了した。
ヴィオレ・ル・デュクは、1330年のノートルダム大聖堂を想定し、その完全なる復元に努めた。大規模な修復の一つが、大聖堂の交差部にあった尖塔の復元である。この尖塔は落雷でたびたび炎上し、倒壊の危険があるため1792年に一時撤去されたが、ヴィオレ・ル・デュクらが修復に乗り出した。ヴィオレ・ル・デュクによる尖塔の復元案は、全体の高さを以前よりも約10m高く設定し、デザインもより豊かなものとなった。さらに、最も大きな変更として、尖塔基部を囲んで福音史家と十二使徒の彫刻が付加された。ヴィオレ・ル・デュクは聖トマ像のモデルとなり、自らデザインした尖塔を見上げるポーズを取っている。

### その後の改修工事

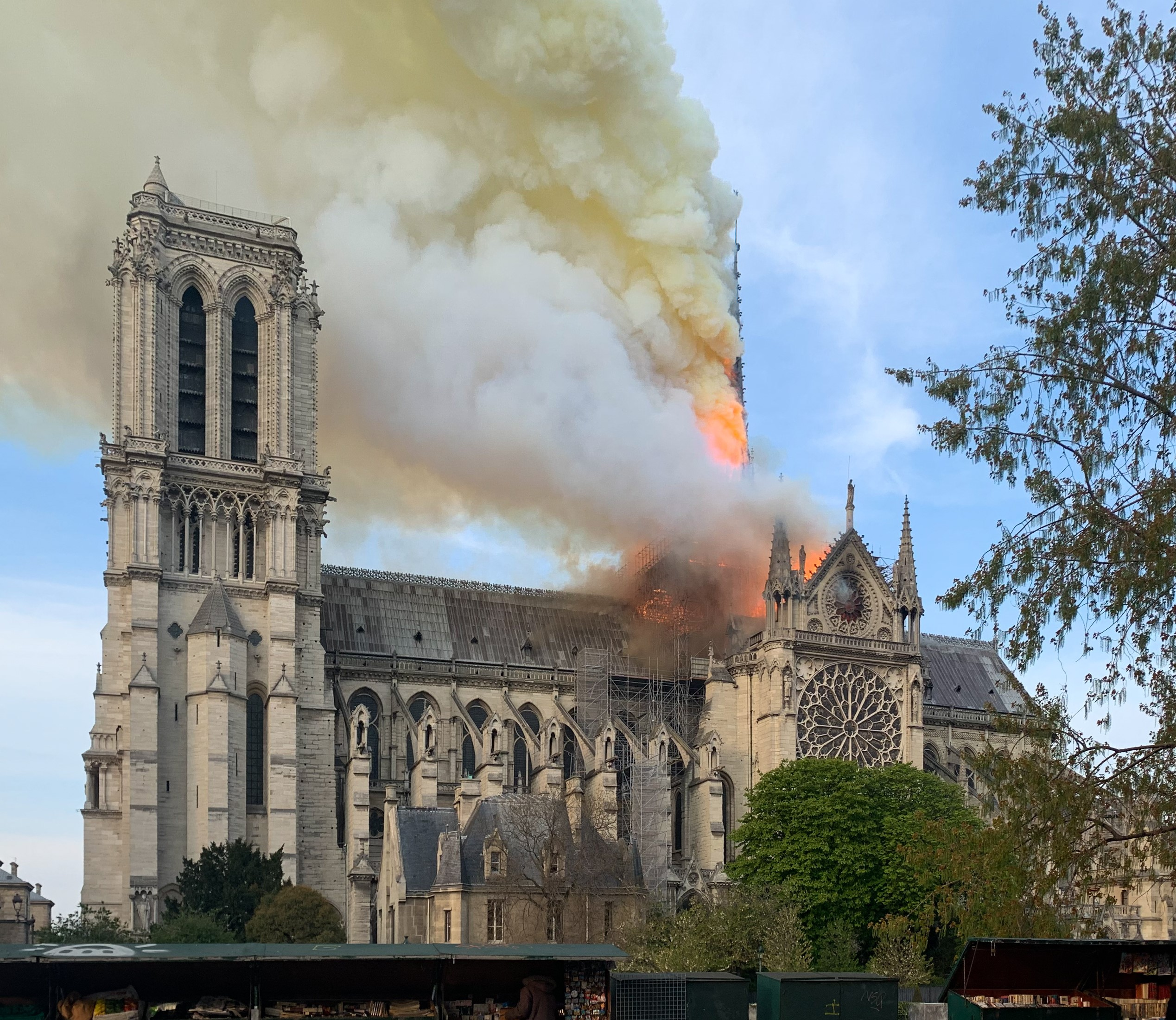
2019年4月15日の火災。改修工事用の作業足場も写っている。

#### 着工850周年プロジェクト
ノートルダム大聖堂は2013年に着工850周年を迎え、そのプロジェクトの一環として北塔と南塔の鐘の鋳造やノートルダム大聖堂前の広場の整備、屋内照明の改修などが行われた。
鐘の鋳造は大聖堂の18世紀末の鐘を再現するもので、マンシュ県のコルニーユ・アヴァール鋳造所とオランダのロイヤル・アイスバウツ鋳造所で9基の鐘（銅・錫製で重さ6トン）が鋳造された。その費用の200万ユーロは全額寄付金で賄われ、鐘は2013年3月23日に披露された。

#### 大規模火災の発生
2019年4月15日の夕方に大規模火災が発生し、屋根の尖塔が崩落した。フランスのメディアでは、現地で実施されていた改修工事による火災の可能性があると報じられている。寺院に保管されていた文化財・美術品の一部は、消防士により運び出されるなどして焼失を免れたと発表された。巨大なパイプオルガンも無事だった。

#### 5年ぶりの復活
火災後、焼失した屋根などの再建などに7億ユーロ（1120億円）と5年半の歳月を掛けて再建が行われ、2024年12月7日に再開記念式典がマクロン仏大統領も出席して行われ、トランプ次期米大統領やウクライナのゼレンスキー大統領ら各国政府首脳級約40人を含む多くの招待客が参列し、マクロン大統領は国民を代表して「不可能を可能にした」とスピーチを行い、再建に携わった全ての人々への謝意を示した。翌12月8日には修復後初のミサが執り行われ、一般公開も再開された。なお無事だったパイプオルガンも消火用の水などでダメージを受けており、3つのオルガン工房からなる専門家の修復や、フランス在住の日本人職人を中心とした調律が手掛けられた。

## ギャラリー

ノートルダム大聖堂の姿
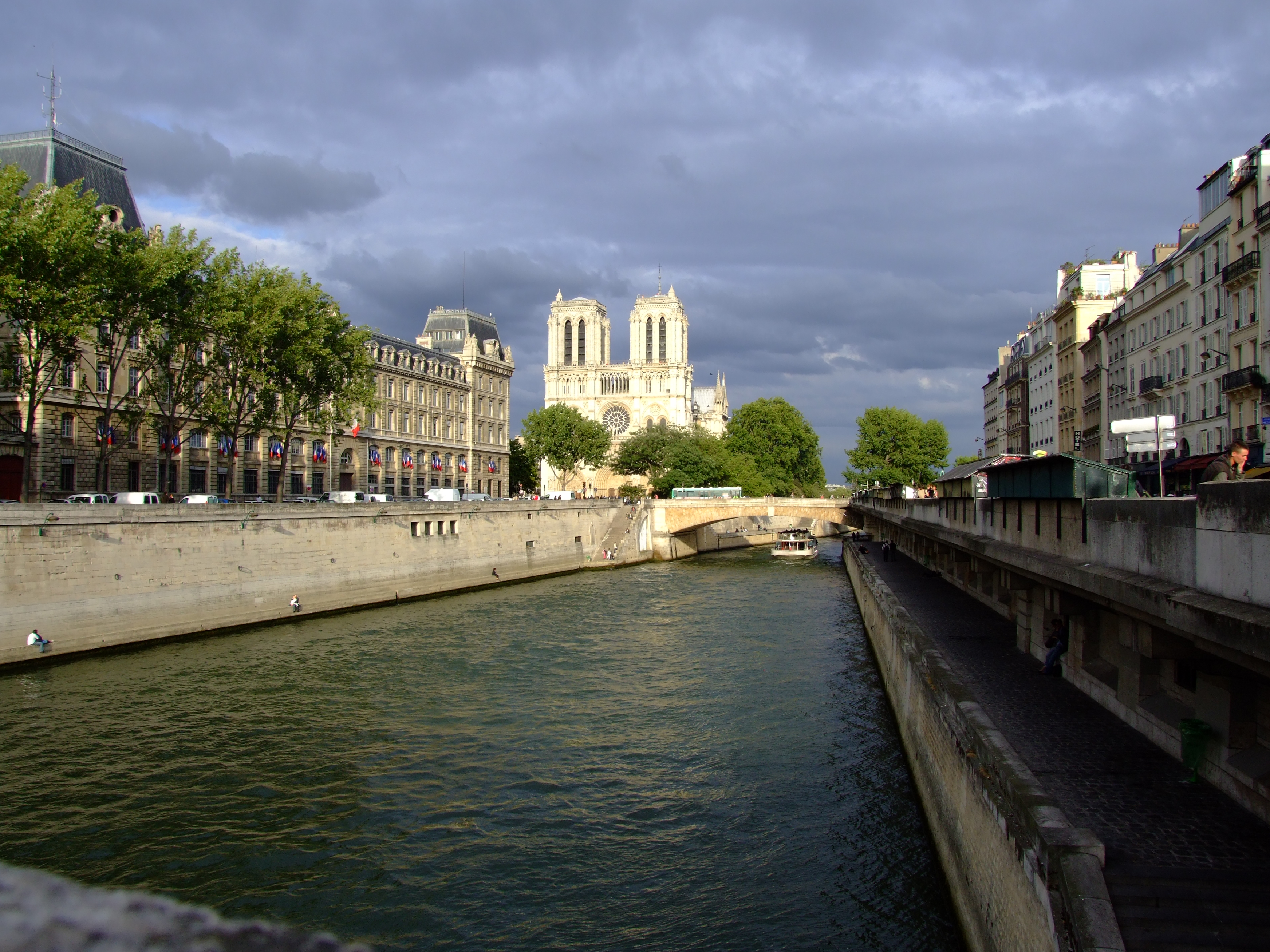
セーヌ川左岸パリ5区側、サン=ミッシェル橋から見る大聖堂。左はパリ警視庁。
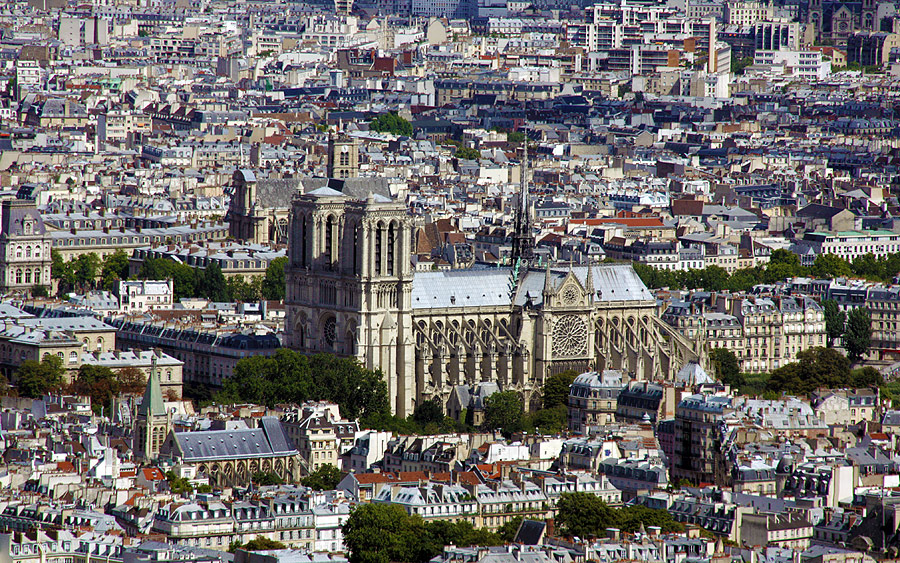
パリの街並と大聖堂
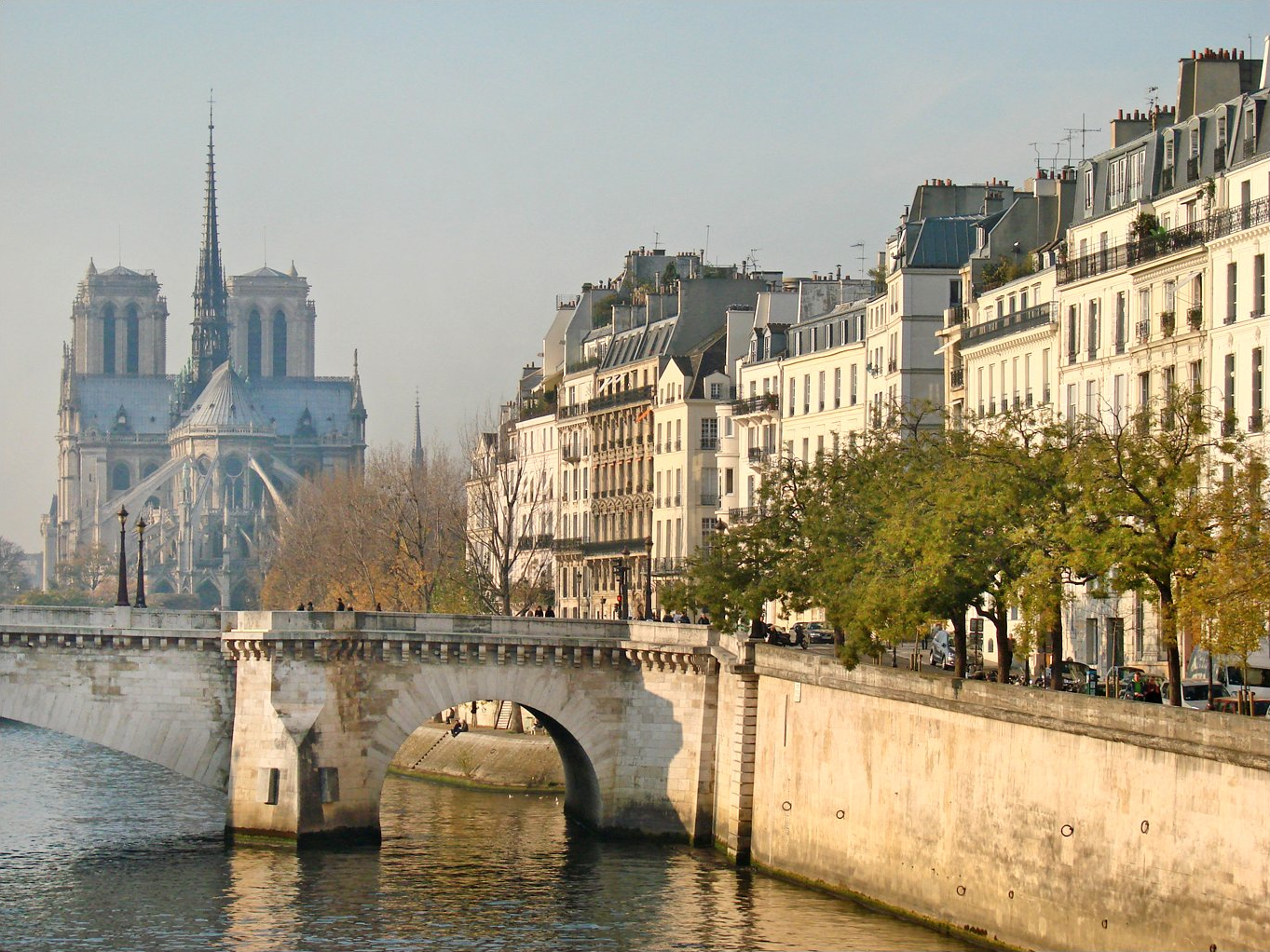
トゥルネル橋から見るサン=ルイ島べチュヌ河岸と大聖堂東側
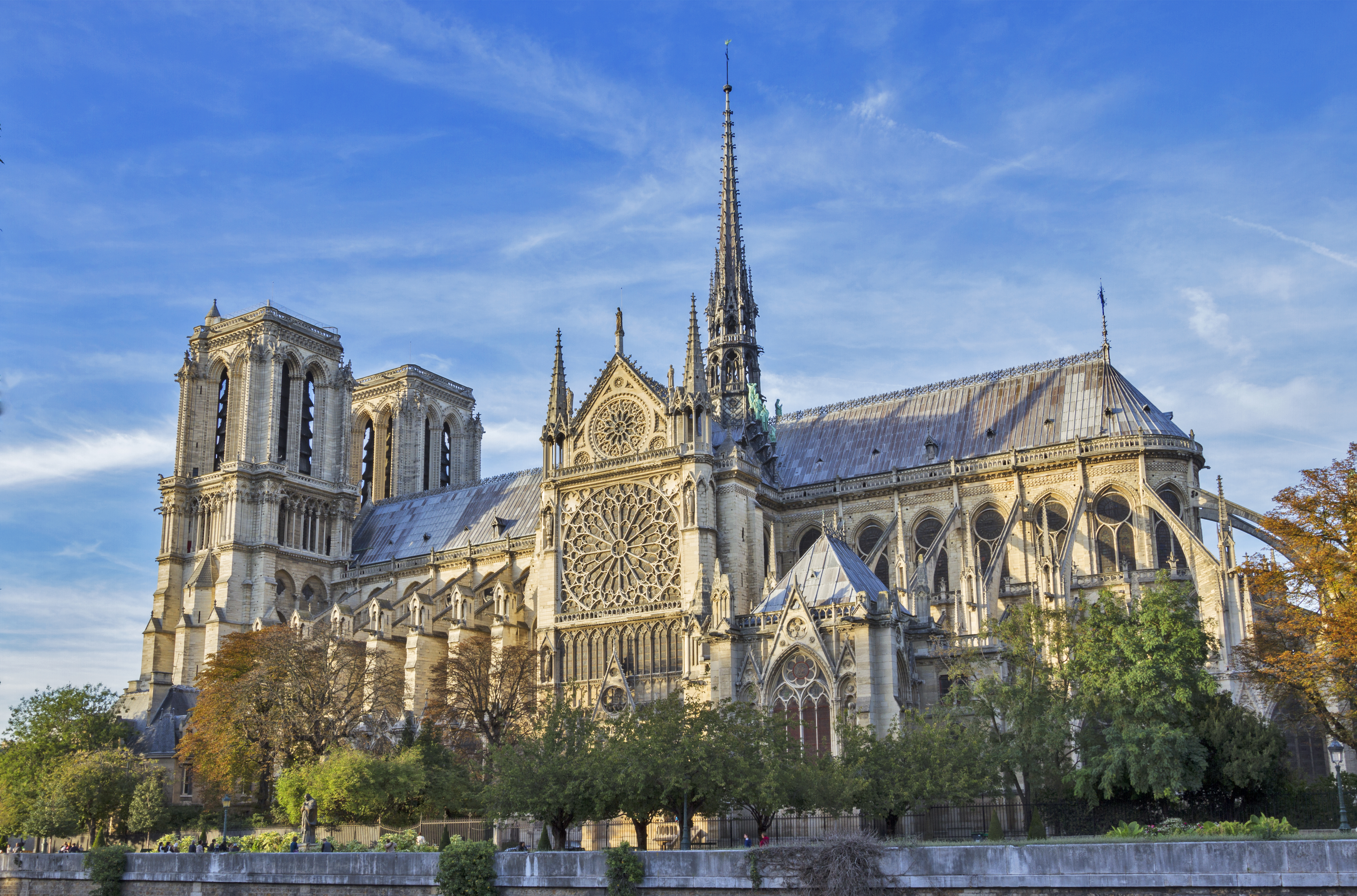
南ファサード、2017年
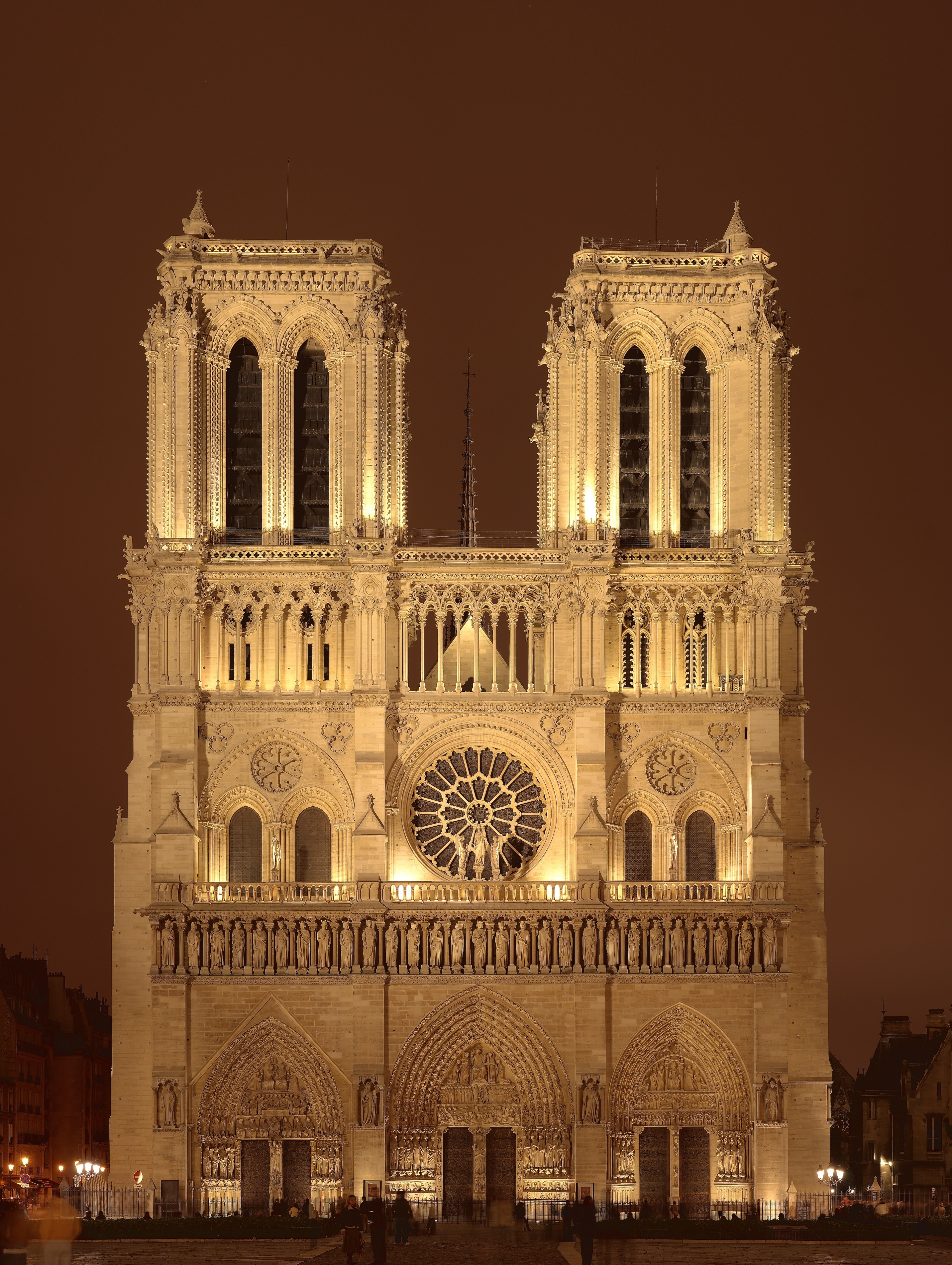
夜の大聖堂
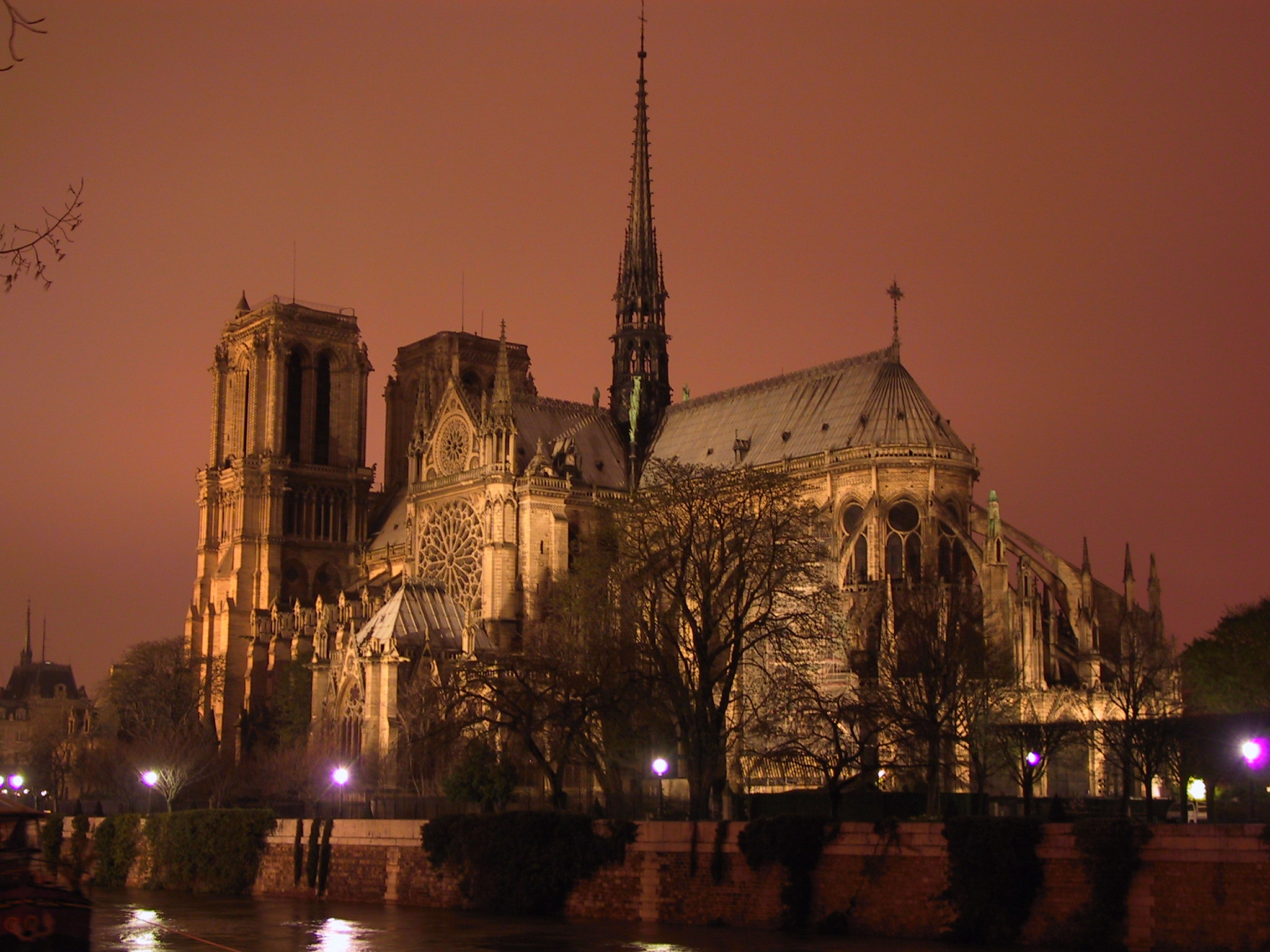
夜の大聖堂、2001年
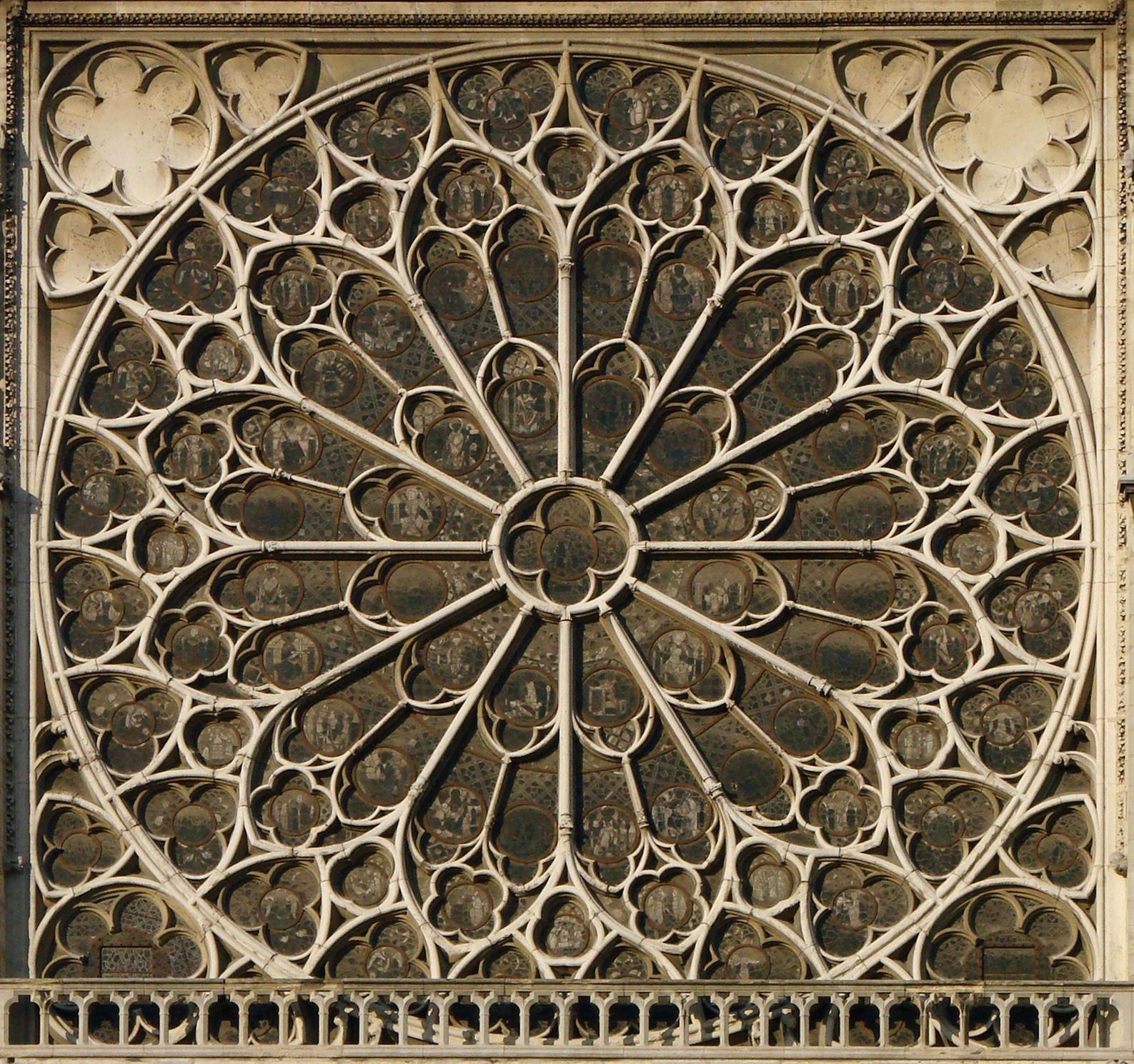
南側のバラ窓
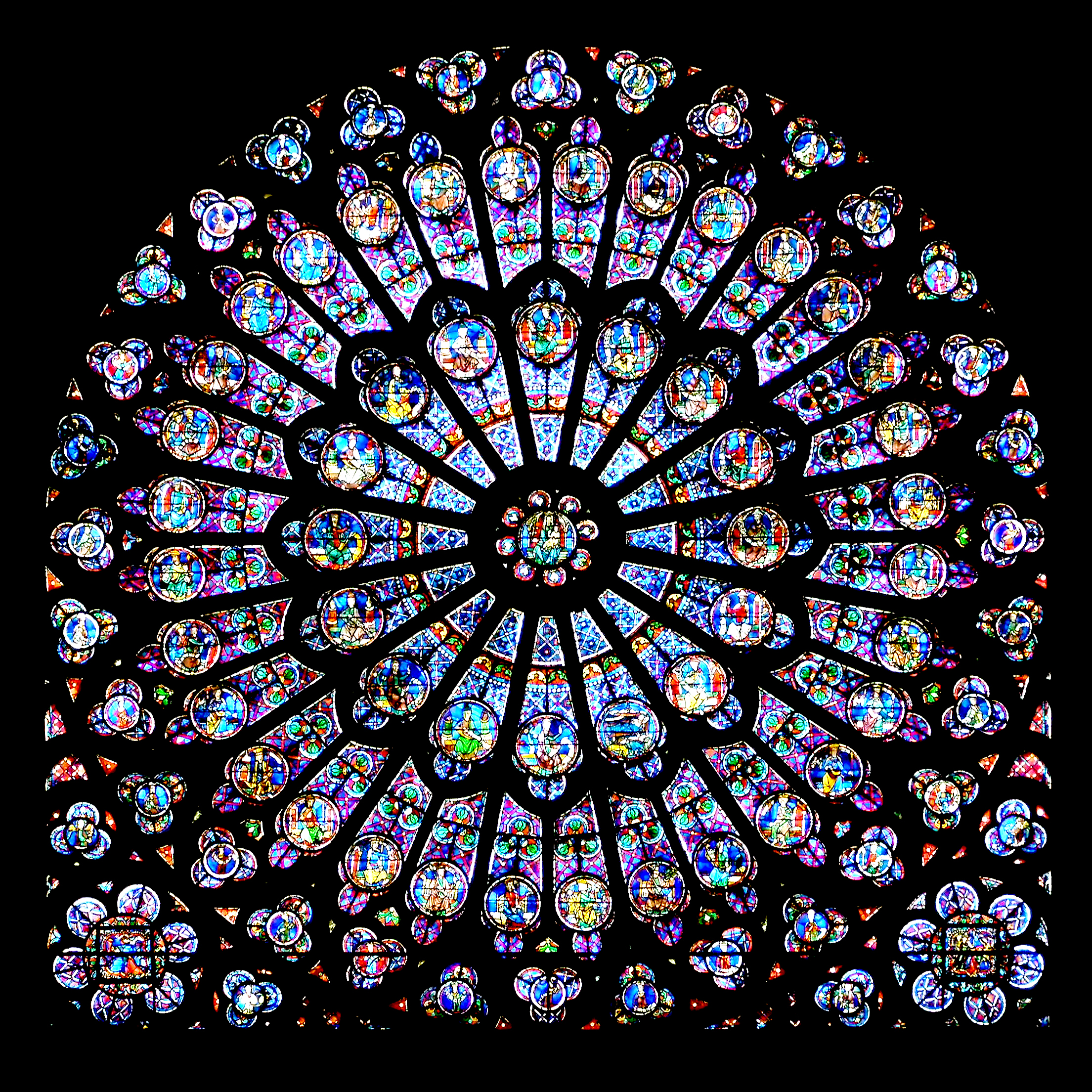
バラ窓のステンドグラス
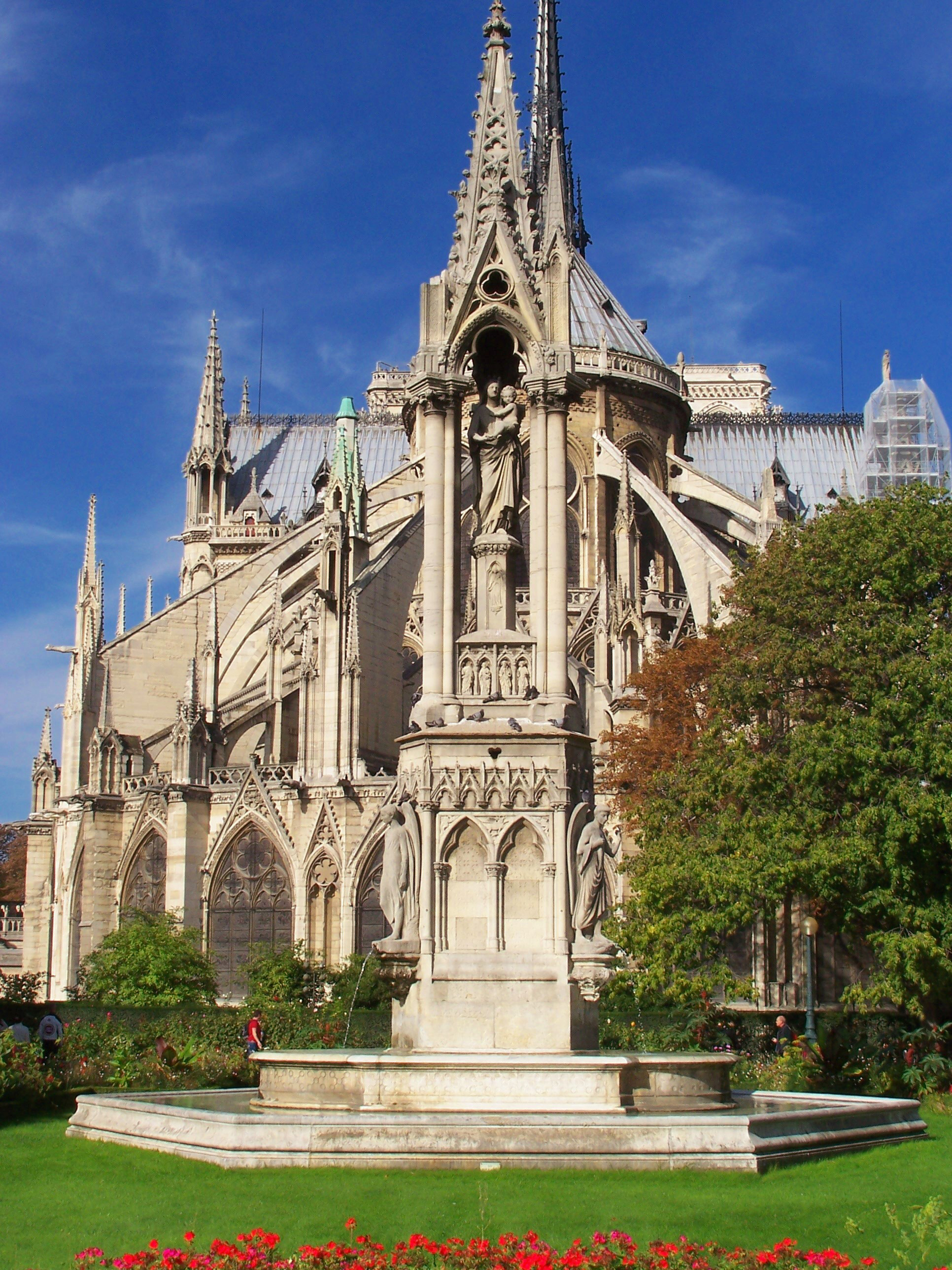
フライング・バットレス
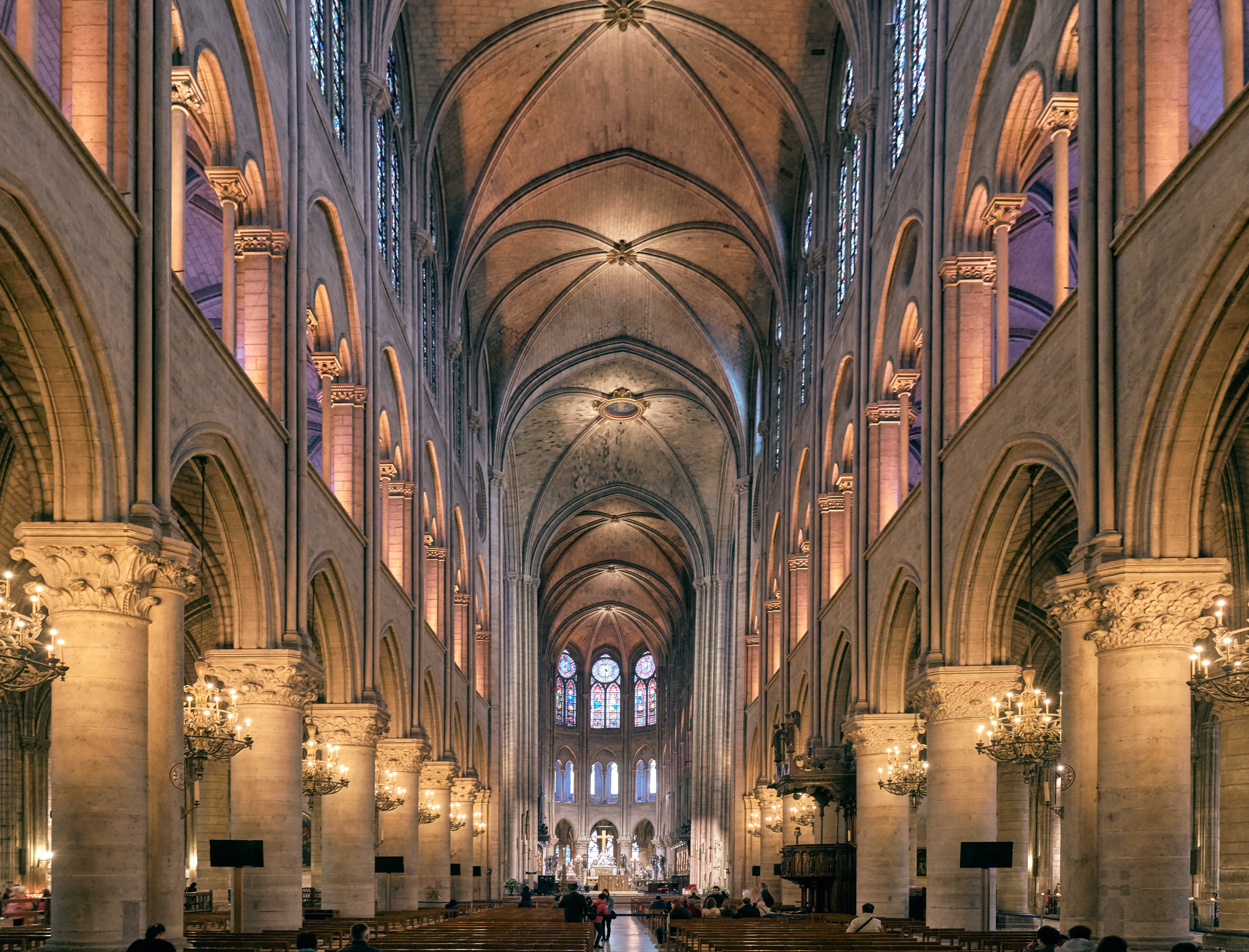
西から東に見た身廊
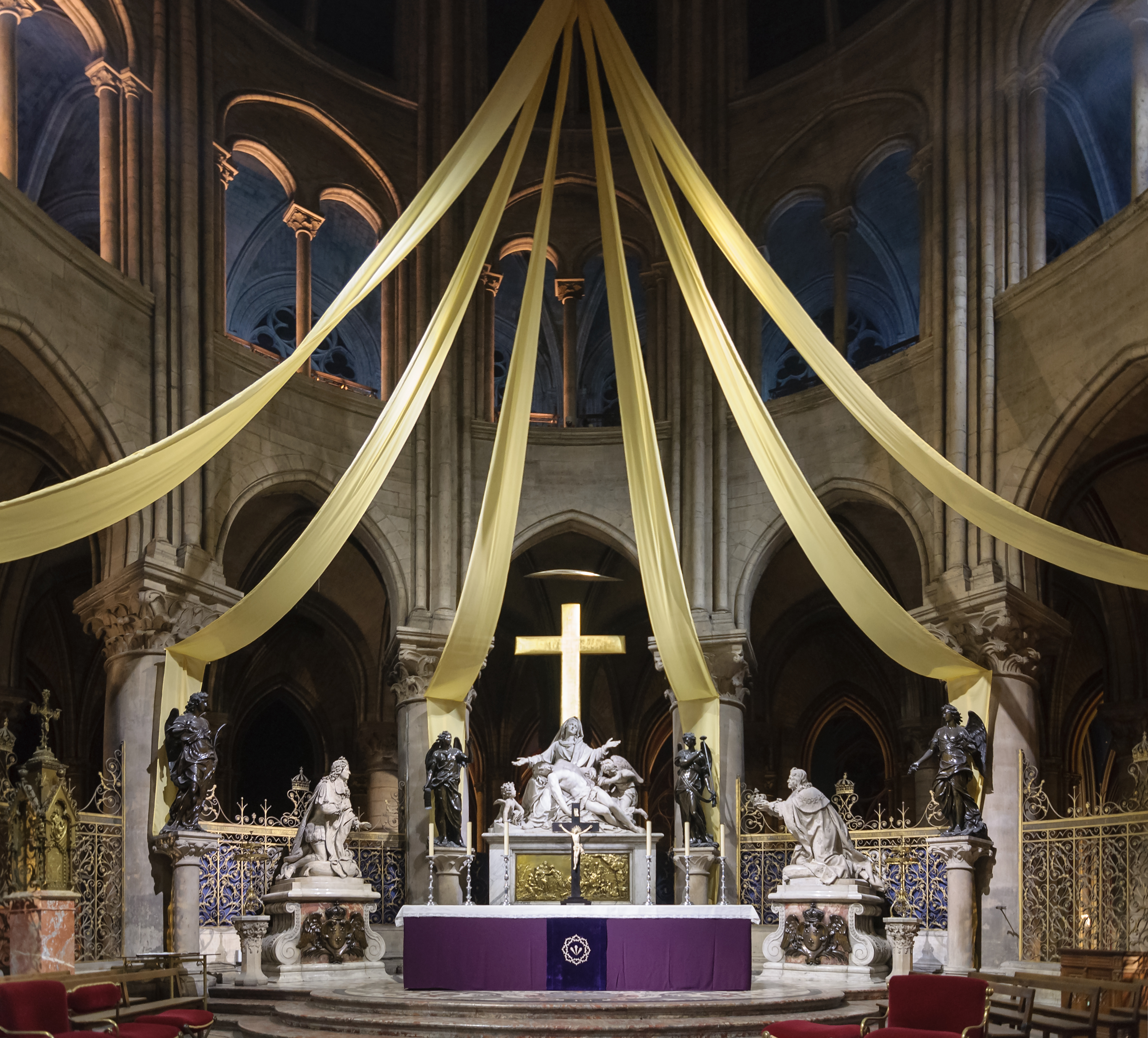
内装、ルイ 13 世とルイ 14 世のひざまずく像があるノートルダム大聖堂の主祭壇
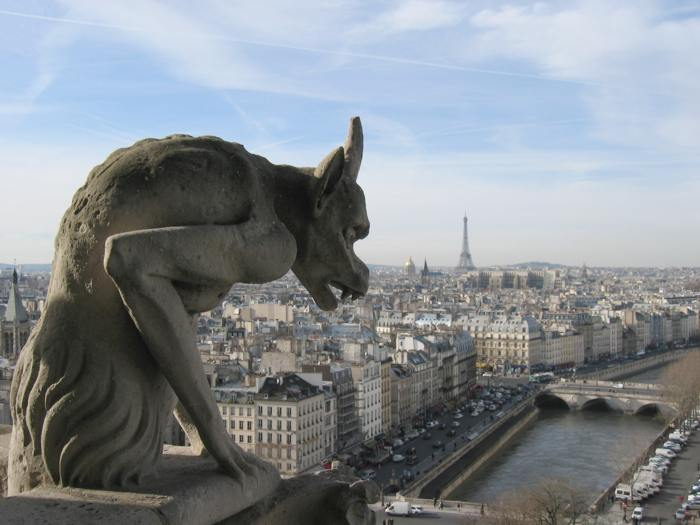
ガーゴイル
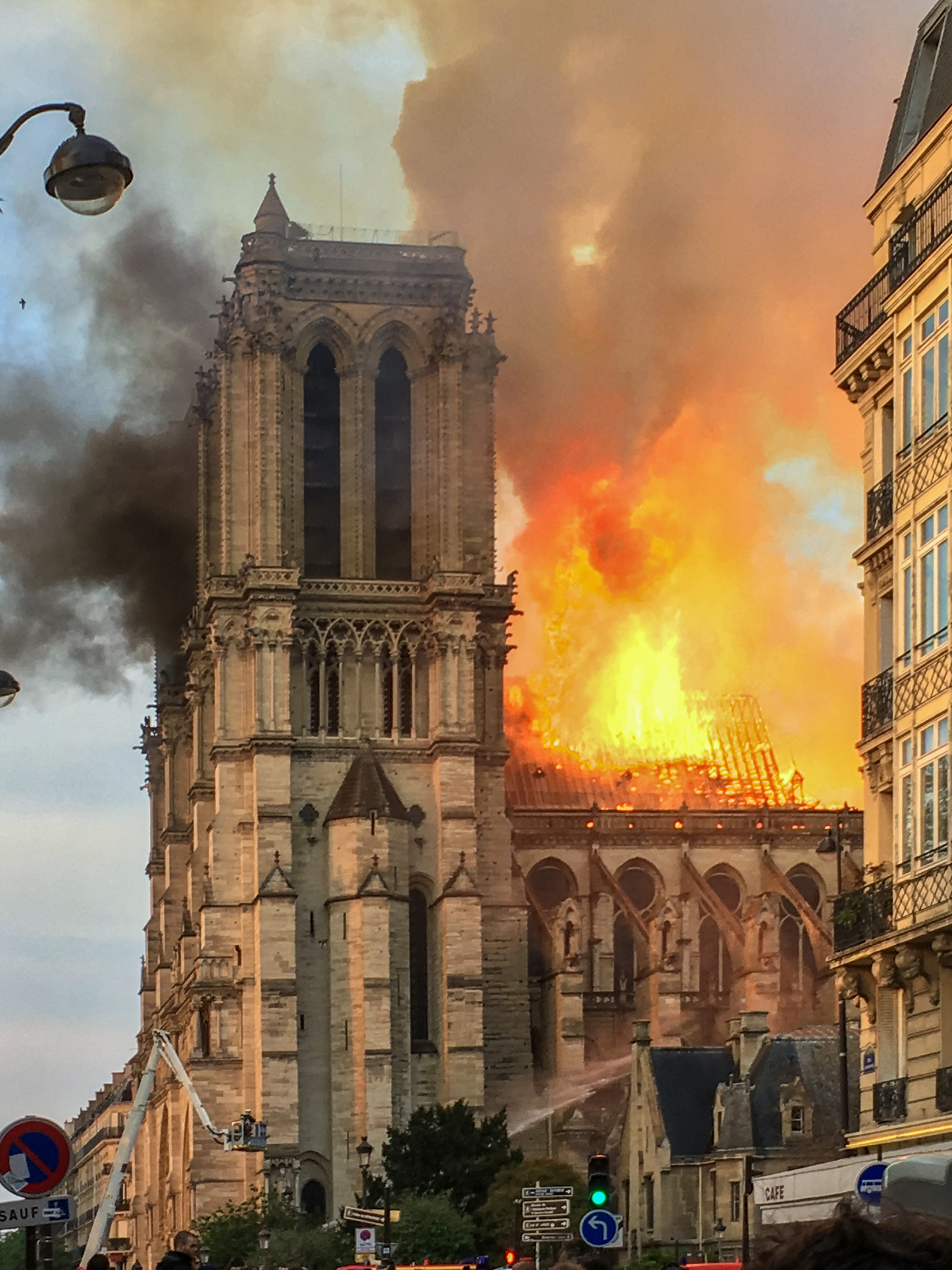
2019年4月の火災の様子
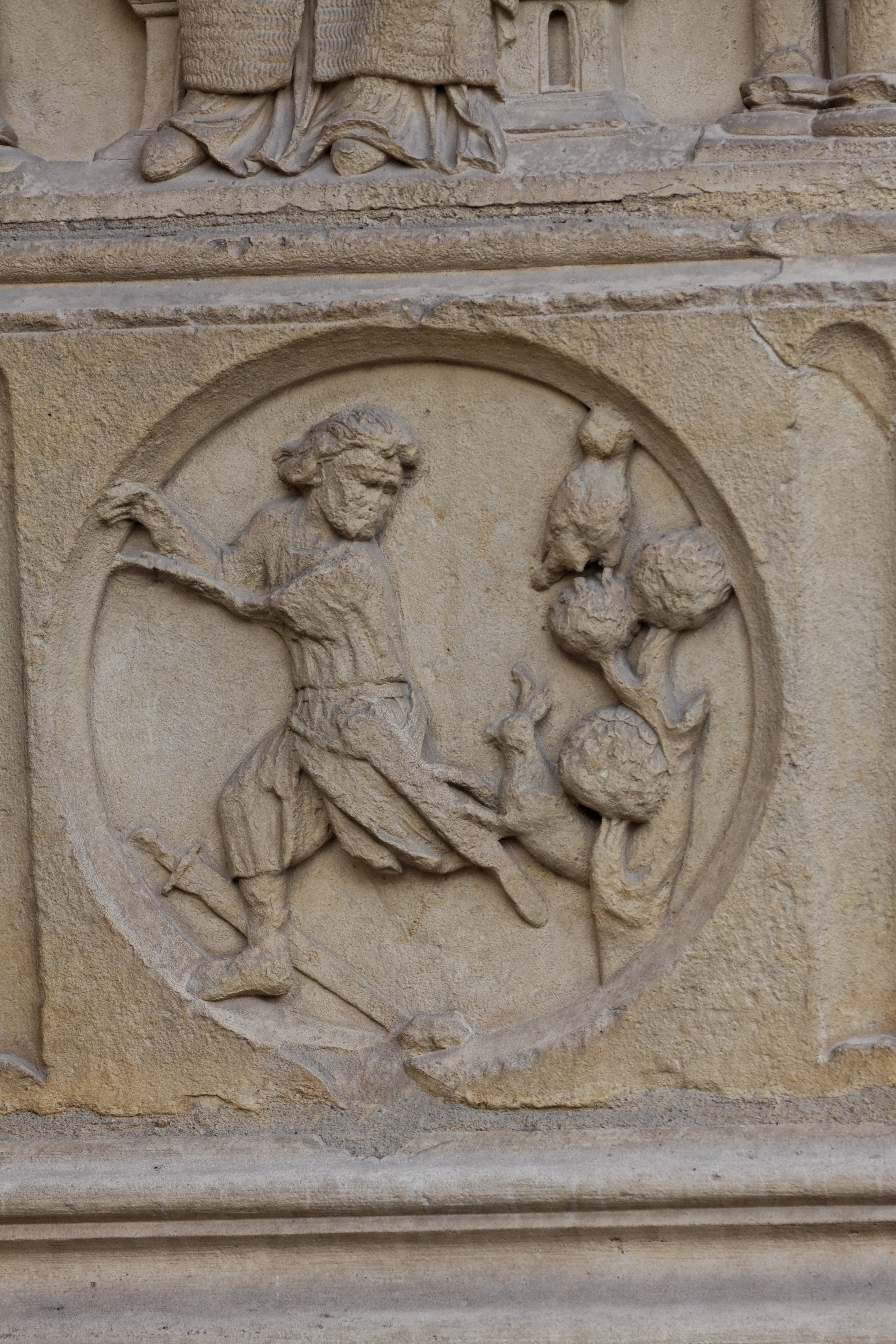
ウサギに追いかけられる人物を描いたこのファサードはモンティ・パイソン・アンド・ホーリー・グレイルに登場するカルバノグの殺人ウサギのモデルとなった